# 랍샨 이르마토프
랍샨 사이피디노비치 이르마토프(러시아어: Равшан Сайфиддинович Ирматов, 우즈베크어: Ravshan Sayfiddinovich Ermatov, Равшан Сайфиддинович Эрматов 라브샨 사이피디노비치 에르마토프, 1977년 8월 9일 타슈켄트 ~ )는 우즈베키스탄의 축구 심판이다.
2003년에 국제 축구 연맹(FIFA)으로부터 국제 심판 자격을 취득했으며 2008년과 2009년에는 아시아 축구 연맹(AFC)으로부터 올해의 심판상을 받았다. 2004년 AFC 아시안컵에서는 아랍에미리트와 대한민국의 조별 예선 경기의 주심을 맡았으며 2007년 FIFA U-20 월드컵에서는 감비아와 멕시코, 칠레와 콩고 공화국의 조별 예선 두 경기, 미국과 우루과이의 16강전 경기, 스페인과 체코의 8강전 경기의 주심을 맡았고 FIFA 클럽 월드컵 2008에서는 알아흘리와 파추카의 8강전 경기, LDU 키토와 맨체스터 유나이티드의 결승전 경기의 주심을 맡았다.
2010년 FIFA 월드컵에서 남아프리카 공화국과 멕시코의 개막전 경기, 잉글랜드와 알제리, 그리스와 아르헨티나의 조별 예선 두 경기, 아르헨티나와 독일의 8강전 경기, 우루과이와 네덜란드의 준결승전 경기의 주심을 맡았으며 2011년 AFC 아시안컵에서는 이라크와 이란, 사우디아라비아와 일본의 조별 예선 두 경기, 이란과 대한민국의 8강전 경기, 오스트레일리아와 일본의 결승전 경기의 주심을 맡았다. 그리고 2012년 하계 올림픽 축구에서는 영국과 세네갈, 멕시코와 스위스 조별 예선 두 경기, 대한민국과 일본의 3-4위전 경기의 주심을 맡았다.